# Pentace grandiflora
Pentace grandiflora é uma espécie de angiospérmica da família Tiliaceae.
Apenas pode ser encontrada no seguinte país: Malásia.